# Pile à combustible à membrane échangeuse de protons

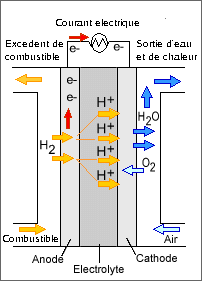
Diagramme d'une PEMFC.

Les piles à combustible à membrane échangeuse de protons, connues aussi sous le nom de piles à combustible à membrane électrolyte polymère (PEMFC, pour l'anglais proton exchange membrane fuel cells ou polymer electrolyte membrane fuel cells) sont un type de piles à combustible développé pour des applications aussi bien stationnaires qu'embarquées. Leurs caractéristiques propres incluent un fonctionnement à basse pression et basse température, ainsi que l'emploi d'une membrane électrolyte polymère spécifique, formant la membrane échangeuse de protons.

## Fonctionnement

### Réactions
Une PEMFC transforme l'énergie chimique libérée durant la réaction électrochimique du dihydrogène (H2) et du dioxygène (O2) en énergie électrique, processus « opposé » à la réaction thermochimique de ces deux corps produisant de l'énergie thermique. Un jet d'hydrogène est dirigé vers le côté anode de l'assemblage membrane-électrode (connu sous le sigle anglais MEA). Il est à cet instant divisé catalytiquement en protons et électrons. Cette réaction d'oxydation dans la demi-cellule est décrite par :
H2 ⟶ 2 H+ + 2 e−.
Dans le même temps, un flux de dioxygène est dirigé du côté cathode de l'assemblage membrane-électrode. Les molécules de dioxygène réagissent avec les protons (qui ont traversés la membrane électrolyte polymère) et avec les électrons (arrivant par le circuit électrique externe) afin de former des molécules d'eau. Cette réaction de réduction dans la demi-cellule électrolytique s'écrit :

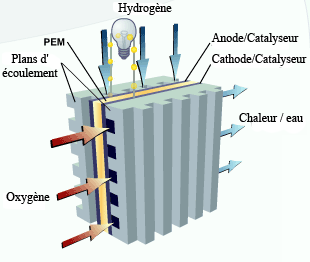
PEMFC : schéma d'application.

4 H+ + 4 e− + O2 ⟶ 2 H2O.

### Membrane électrolyte polymère
Pour que la pile fonctionne, la membrane doit conduire les ions hydrogène (protons), mais pas les électrons, ce qui créerait un court-circuit dans la pile à combustible. La membrane ne doit pas non plus permettre le passage des gaz d'un côté à l'autre de la cellule, pour éviter le phénomène connu sous le nom de gas crossover (croisement de gaz). Enfin, la membrane doit résister à un environnement réducteur à l'anode et, en même temps, à un environnement oxydant à la cathode.
Si la dissociation de la molécule de dihydrogène en deux atomes d'hydrogène est relativement facile en utilisant comme catalyseur du platine, la dissociation de la molécule de dioxygène est malheureusement plus difficile, ce qui cause des pertes énergétiques significatives. Un matériau qui catalyserait efficacement ce processus n'a pas encore été découvert et le platine reste la meilleure option. Une autre source significative de pertes est la résistance de la membrane au flux de protons. Cette résistance est minimisée en rendant la membrane aussi fine que possible (de l'ordre de 50 μm).
La PEMFC est une candidate de premier plan pour équiper les véhicules et d'autres applications mobiles de toutes tailles (jusqu'au téléphone mobile[réf. nécessaire]) en raison de sa compacité. Cependant, la gestion de l'eau est cruciale pour ses performances : trop d'eau noierait la membrane, trop peu l’assécherait ; dans les deux cas, le rendement serait faible. La gestion de l'eau est un sujet très pointu dans les systèmes PEM. De plus, le platine est facilement empoisonné par le monoxyde de carbone CO. Moins d'un ppm est habituellement accepté. Par ailleurs, la membrane est sensible aux ions métalliques qui seraient introduits par la corrosion des palettes bipolaires métalliques.
Les systèmes PEM qui utilisent du dihydrogène obtenu par reformage du méthanol (CH3OH) ont été proposés, comme dans le Necar 5 de Daimler Chrysler. Le reformage du méthanol permet en effet d'obtenir du dihydrogène. Cependant ce processus complexe nécessite aussi une élimination du monoxyde de carbone également produit par la réaction. 
CH3OH ⟶ 2 H2 + CO.
Un catalyseur platine-ruthénium est nécessaire pour éviter que plus de 10 ppm de monoxyde de carbone n'atteigne la membrane. On notera de plus que les temps nécessaires de démarrage de ces réacteurs de reformage sont de l'ordre d'une demi-heure. De manière alternative, le méthanol peut alimenter la PEMFC sans être reformé, ce qui en fait une DMFC. Ce procédé fonctionne avec un succès limité.
Le type de membrane le plus couramment utilisé est le Nafion, un fluoropolymère fabriqué par DuPont, qui est fondé sur une humidification de la membrane par de l'eau liquide pour le transport des protons. Cela implique une température de fonctionnement en deçà de 80 - 90 °C sous peine de voir la membrane sécher. D'autres types de membranes plus récents, basés sur le polybenzimidazole (PBI) dopé avec de l'acide phosphorique, peuvent atteindre 220 °C sans nécessiter de gestion d'eau : les hautes températures permettent de meilleures efficacités et densités énergétiques, facilitent le refroidissement (en raison des marges de températures plus importantes), réduisent la sensibilité à l'empoisonnement au CO et accroissent le contrôle sur le processus (absence de gestion d'eau pour la membrane). Cependant, ces nouveaux types ne sont pas courants et la plupart des laboratoires de recherche utilisent le Nafion, ce qui se retrouve dans leurs publications scientifiques. Parmi les entreprises produisant des membranes PBI on retrouve Celanese et PEMEAS, et il existe actuellement un projet de recherche européen travaillant sur ces membranes.
Le rendement des PEM est de l'ordre de 40 à 50 %.

## Composition d'une pile à combustible

Une pile à combustible PEM est constituée d'un "stack" (empilement), d'un compresseur, d'un humidificateur, d'un détendeur, d'un système de refroidissement et d'une carte électronique pour le pilotage.

### Stack
C'est la partie de la pile que l'on représente dans les schémas pour expliquer son fonctionnement. C'est là que se produit la réaction. C'est un empilement de "cellules". Chaque cellule produit une tension d'environ 0,8 V en fonctionnement classique et c'est en les mettant en série que l'on arrive à avoir des tensions de l'ordre de 12 V et plus. Les cellules sont elles aussi un empilement de couches : une couche de canaux pour l’hydrogène, une couche de diffusion pour le répartir et tenir la membrane, une membrane puis à nouveau une couche de diffusion puis une couche de canaux où circule l’oxygène et l'eau produite. Une encre catalytique est appliquée avant l'assemblage entre la membrane et la couche de diffusion.

### Compresseur
Il sert à injecter l'air dans le stack. Il en existe plusieurs sortes. Il doit être capable de fournir un débit variable pour répondre aux variations de courant. Il lui faut aussi un peu de puissance car les canaux sont petits.

### Humidificateur
Il sert à humidifier l’oxygène avant de l'envoyer dans le stack car il faut qu'il soit humide pour que les membranes ne sèchent pas, ce qui pourrait entraîner leur destruction.

### Détendeur
Il faut un détendeur pour mettre l’hydrogène à la bonne pression à l'entrée du stack. Ainsi, on préconise parfois une pression deux fois plus élevée pour l’hydrogène que pour l'air ou oxygène pour avoir un mélange stœchiométrique. La réalité n'est pas si simple car il faut limiter les efforts mécaniques au niveau de la membrane.

### Système de refroidissement
Il s'agit souvent d'un simple ventilateur qui souffle entre les cellules par des couches de radiateurs prévus à cet effet.

### Carte électronique
Le pilotage doit faire en sorte que le débit d'air corresponde au courant en suivant la loi : {\displaystyle {\dot {Q}}=5{\frac {I}{4F}}Nb_{cellules}} avec Q le débit molaire d'air, I le courant, F la constante de Faraday et Nb cellules le nombre de cellules. Le système de pilotage doit aussi gérer l'activation ou la désactivation du système de refroidissement en fonction de la température pour la maintenir autour de 60° C. Il peut aussi avoir d'autres fonctions comme surveiller les tensions aux bornes de chaque cellule pour vérifier qu'elles fonctionnent toutes en vue de faire un arrêt d'urgence si l'une d'entre elles devenait défaillante (car cela peut s’avérer dangereux).

## Fabrication d'une cellule de pile à combustible

### Couche des canaux
Elle est généralement faite en graphite car le graphite conduit l'électricité et résiste bien à la corrosion en comparaison avec les métaux. Dans l'empilement que constitue le stack, une couche de canaux est souvent à la fois la couche où passe l’hydrogène d'une cellule et l’oxygène de la cellule précédente (séparées par un radiateur de refroidissement). Cela nécessite de faire de l'usinage de précision sur une plaque en graphite, ce qui reste assez onéreux. D'autre possibilités ont été explorées et proposées telles que l'électro-érosion ou la fabrication additive (empilement de feuilles de carbone découpées).

### Couche de diffusion
C'est aussi du carbone. On peut utiliser du tissu de fibre de carbone ou du papier carbone poreux. On fera subir à cette couche un traitement durant lequel on l’imprégnera de teflon, de façon à la rendre plus hydrophobe (pour le coté air) pour que l'eau puisse en être évacuée plus facilement, ce qui a pour conséquence d'augmenter le courant maximal que peut délivrer la pile. On y ajoute aussi souvent ce qu'on appelle une "couche microporeuse" qui est en fait un mélange de particules de carbone avec un des polymères, de façon à avoir une plus grande surface de contact avec la membrane ou sur laquelle déposer par la suite l'encre catalytique, ce qui va augmenter son efficacité.

### Encre catalytique
C'est une encre que l'on achète dans le commerce, elle est faite de particules de carbone sur lesquelles sont greffées des particules de platine. On la mélangera avec des solvants et des polymères en vue de la pulvériser ou étaler par d'autres procédés sur la couche microporeuse de la couche de diffusion ou directement sur la membrane.

### Membrane
Il en existe une grande quantité de formes différentes avec des performances, un cout et une durabilité très variables. Actuellement, la meilleure et aussi la plus chère est la membrane NAFION qui est une sorte de téflon enrichi d'un acide fluorhydrique en formant un genre d'hyper fonction acide carboxylique au fluor. Les autres consistent en des polymères vieillis à l'humidité ou attaqués à l'acide sulfurique ou riche en pores grâce à des mécanismes d'assemblage moléculaire permettant de former des matériaux composites à l’échelle moléculaire.

### Assemblage couche de diffusion + membrane
Les couches de diffusion et la membrane doivent être assemblées dans une presse à chaud pour un contact optimal.

### Assemblage final
Il se fait en appliquant un couple de serrage bien déterminé. Des joints sont ajoutés pour garantir l'étanchéité.

## Vieillissement

Le vieillissement des piles à combustibles est un vrai problème pour son entrée sur le marché. En effet, la durée de vie des piles à combustible de ce type est faible par rapport à un groupe électrogène standard. On remarque que la criticité de ses composants croit de la membrane vers les canaux. En effet, la membrane est la partie la plus fragile et la plus sensible du système car elle peut se perforer facilement du fait de sa faible épaisseur (100um environ) et du fait qu'elle soit en polymère et soumise à des attaques chimiques, de la chaleur et de la fatigue mécanique du fait qu'elle gonfle pendant le fonctionnement. Ensuite vient la couche catalytique dans laquelle on trouve des particules de platines fixées sur des particules plus grosses en carbone. Ces particules de platines ont tendance à se décoller et à se déplacer vers la membrane pour s'y loger (ce qui la fragilise davantage), par ailleurs, elles peuvent aussi se coaguler ce qui diminue le pouvoir catalytique de cette couche et donc le rendement de la pile à courant égal. Vient ensuite la couche de diffusion qui peut être corrodée, polluée ou comprimée par un assemblage trop appuyé ce qui aura tendance à créer des irrégularités sur la surface de la pile avec un risque d'apparition de zones plus chaudes qui vont du coup détériorer la membrane ou simplement un courant maximal d'utilisation réduit du fait que les gaz passeront moins bien. Voici ci-contre une figure avec une représentation schématique d'une cellule de pile à combustible saine et une endommagée. 

## Historique
Avant l'invention des PEMFC (Proton-exchange membrane fuel cell), les types de piles à combustible existants comme les piles à combustible à oxyde solide étaient seulement employés dans des conditions extrêmes. De telles piles nécessitaient des matériaux très coûteux et ne pouvaient être utilisées que pour des applications statiques en raison de leur taille. Ces questions se posaient aussi pour les PEMFC. Les PEMFC furent inventées au début des années 1960 par Willard Thomas Grubb et Lee Niedrach de General Electric. Des membranes en polystyrène sulfonaté furent initialement utilisées pour les électrolytes, mais elles furent remplacées en 1966 par l'ionomère Nafion, supérieur en performance et durabilité.
Les PEMFC furent utilisées pour les engins spatiaux du programme Gemini de la NASA, mais elles furent remplacées par des piles à combustible alcalines lors du programme Apollo et dans la navette spatiale. En parallèle avec Pratt & Whitney, General Electric développa la première pile à combustible à membrane échangeuse de protons pour les missions spatiales Gemini au début des années 1960. La première mission à utiliser les PEMFC fut Gemini 5. Cependant, les missions spatiales Apollo et leurs « héritiers » Apollo-Soyouz, Skylab et la navette spatiale ont employé des piles à combustible construites sur les plans de Bacon, développés par Pratt & Whitney.
Des matériaux extrêmement coûteux furent utilisés, et les piles à combustible requéraient de l'hydrogène et de l'oxygène très purs. Les premières piles tendaient aussi à fonctionner sous hautes températures, ce qui était un problème pour de nombreuses applications. Cependant, ces piles à combustible étaient perçues comme intéressantes en raison des larges quantités de combustibles disponibles (H2, méthanol).

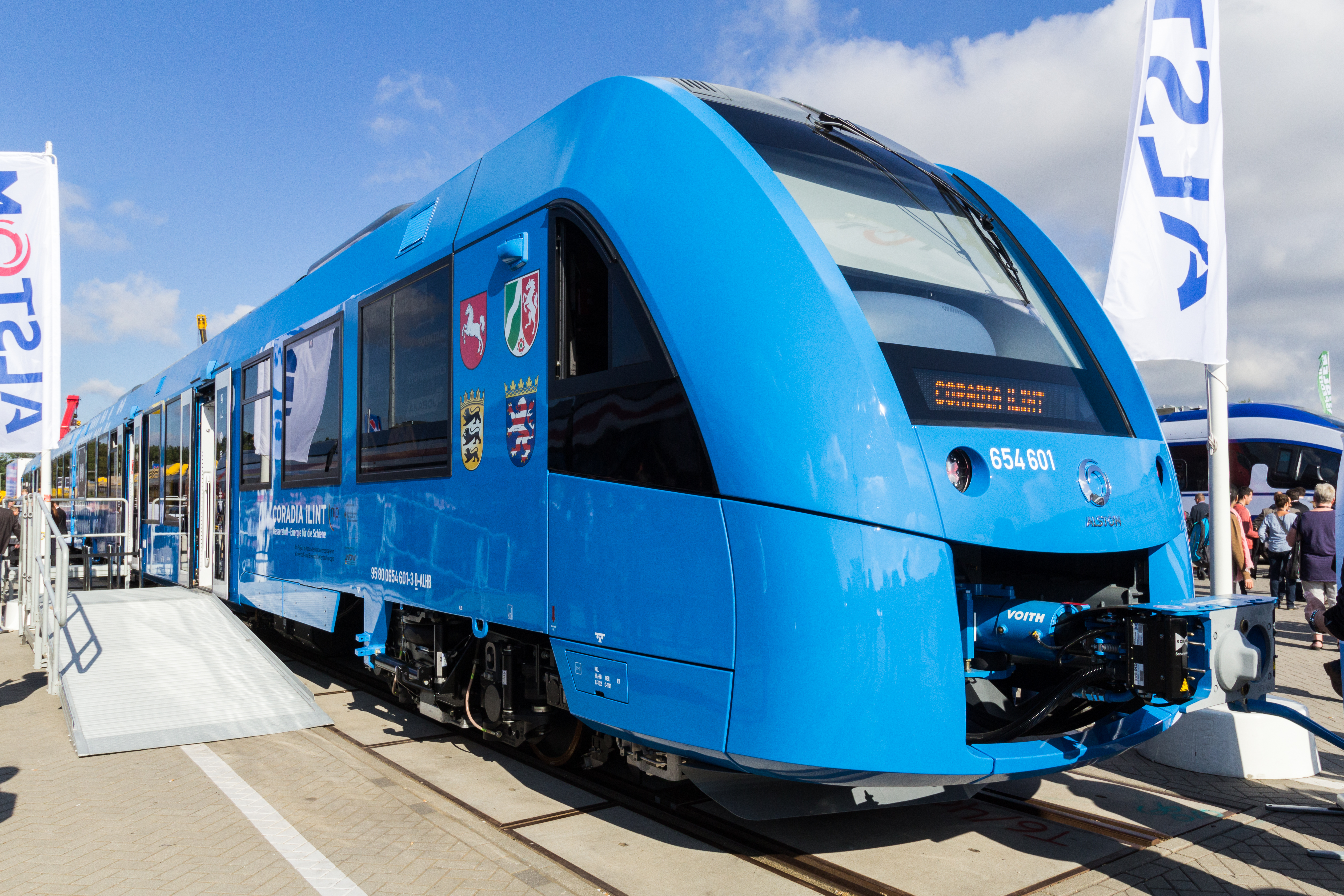
Alstom Coradia iLint à l'InnoTrans 2016.

Malgré leur succès dans les programmes spatiaux, les systèmes à piles à combustible étaient limités aux missions spatiales et à des applications spécifiques pour lesquelles des coûts élevés pouvaient être acceptables. Ce ne fut qu'à la fin des années 1980 et au début des années 1990 que les piles à combustible devinrent une option réelle pour des applications plus larges. De nombreuses innovations intéressantes, comme une baisse du besoin en platine utilisé comme catalyseur ou des électrodes en couches minces, conduisirent à diminuer les coûts, rendant plus ou moins réaliste le développement des systèmes PEMFC. Cependant, il existe un débat important sur l'intérêt de l'hydrogène comme combustible pour les véhicules depuis quelques décennies.
L'hydrogène est considéré en 2017 pour faire rouler l'Alstom Coradia iLint sur les voies non électrifiées d'Allemagne et de France, sans avoir recours au gazole.

## Fabricants de PEMFC
On pourra citer comme fabricants :
- ReliOn, Inc.[7]
- Ballard Power Systems
- UTC Power (connu aussi comme UTC Fuel Cells)
- PEMEAS États-Unis[8]
- E-TEK Inc[9]
- DuPont
- 3M
- Johnson Matthey
- WL Gore
- Hydrogenics
- Plug Power[10]
- Atlantic Fuel Cell[11]
- NuVant Systems Inc.[12]
- IdaTech[13]
- HELION hydrogen power[14]
- Pragma Industries[15]
- Paxitech[16]
- Symbio[17]
- Hopium Technologies[18]